# HMS Delhi (D47)
HMS Delhi (D47) fue un crucero ligero de la clase Danae que sirvió en la Marina Real Británica en el Báltico y en la Segunda Guerra Mundial. Fue ordenado en 1917, acabado en 1919 y desguazado en 1948 después de haber servido en la guerra del Atlántico y en el Mediterráneo.

## Historia
El Delhi sirvió como buque líder en 1.º del LCS de la flota atlántica en 1919, desarrollando la misma función en el escuadrón del Almirante Cowan durante el conflicto Báltico del 1919. También participó en el destacamento de Cruceros del Imperio en el Mediterráneo, misión que cumplió del 18 de noviembre de 1924 al 1926, cuando se unió al 1.º escuadrón de cruceros en la estación naval de China hasta finales del 1928.Continuó como barco líder en el 8.º escuadrón de cruceros en las estaciones navales americanas desde 1929 al 1932, cuando volvió a unirse al 3.º escuadrón de cruceros en el Mediterráneo. Volvió a su patria el marzo de 1938 donde pasó a la reserva. Readmitido en el 12.º escuadrón de cruceros, al inicio de la II Guerra Mundial, sirvió con la flota nacional en patrulla en los mares del Norte, interceptando a los buques forzadores de bloqueos "Rheingold" y "Mecklenburg" antes del fin del año (1939). 
En 1940, se unió a la fuerza H en Gibraltar, participando en la operación "Hurry" en julio cuando los aviones de la armada británica atacaron a Cerdeña. Se unió al comando de C al sur del Atlántico con operaciones contra la armada de la Francia ocupada al oeste de África, incluyendo el Congo, Dakar y realizando bloqueos a la costa de Gabón en noviembre.

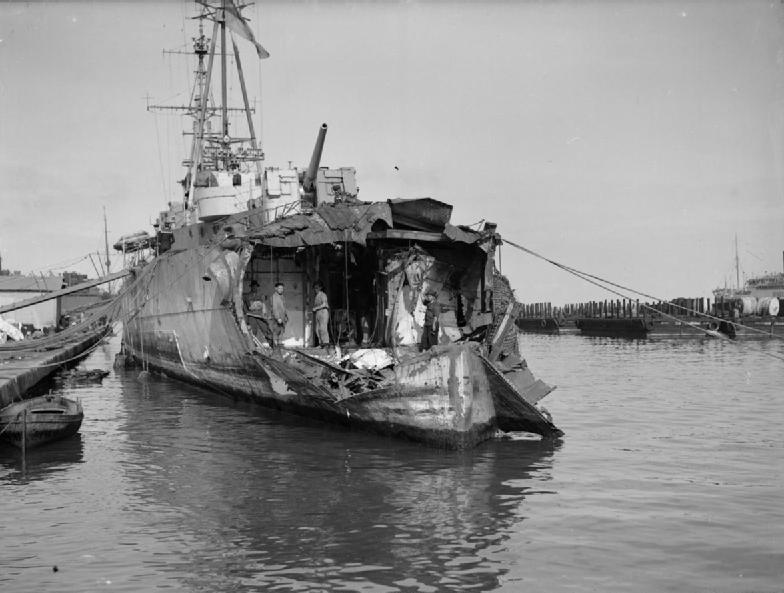
Daños producidos por una bomba en la popa del HMS Delhi durante su estancia en el norte de África.

En 1941 fue reconvertido en un crucero antiaéreo llevándoselo a Nueva York. Terminando su servicio con la flota británica en marzo de 1942, cuando se volvió a unir a la flota. En noviembre participó en los desembarcos en África del Norte, pero fue duramente dañado por una bomba el noviembre de 1942 quedando fuera de combate. 
Después de las reparaciones volvió al servicio en el Mediterráneo, en acciones de búsqueda de terrenos para desembarcar en Sicilia para julio de 1943. En Salerno, en septiembre, colisionó con el  HMS Uganda, en enero del 44, estuvo en Anzio. En abril del 44 protegía convoyes al oeste del Mediterráneo. En agosto participó en el desembarco en el sur de Francia en la operación "Dragoon", después fue enviado al Adriático, donde el 12 de febrero de 1945 fue dañado por la explosión de un motor. De este daño, no fue reparado totalmente, sino parcheado y enviado a casa pasando a la reserva. Después fue usado como blanco para entrenamientos hasta ser desmantelado en enero de 1948, siendo desguazado en octubre de ese mismo año.

## Buques de su clase
- HMS Danae
- HMS Dauntless
- HMS Dragon
- HMS Despatch
- HMS Diomede
- HMS Dunedin
- HMS Durban